# Àcid nonandioic
L'àcid nonandioic, anomenat àcid azelaic, és un àcid carboxílic amb dos grups carboxil de cadena lineal amb nou àtoms de carboni, la qual fórmula molecular és {\displaystyle {\ce {C9H16O4}}}. En bioquímica és considerat un àcid gras i se simbolitza per AzA (de l'anglès azelaic acid).
A temperatura ambient és un sòlid de color blanc o groc pàl·lid, amb un punt de fusió de 106,5 °C, a només 100 mmHg bull a 357,1 °C, la seva densitat a 25 °C és d'1,225 g/cm³ i el seu índex de refracció val 1,4303 a 111 °C. És un àcid feble amb un pKa = 4,55 a 25 °C. És soluble en aigua, 2,4 g/L a 20 °C, i en etanol; lleugerament soluble en dietièter i benzè.

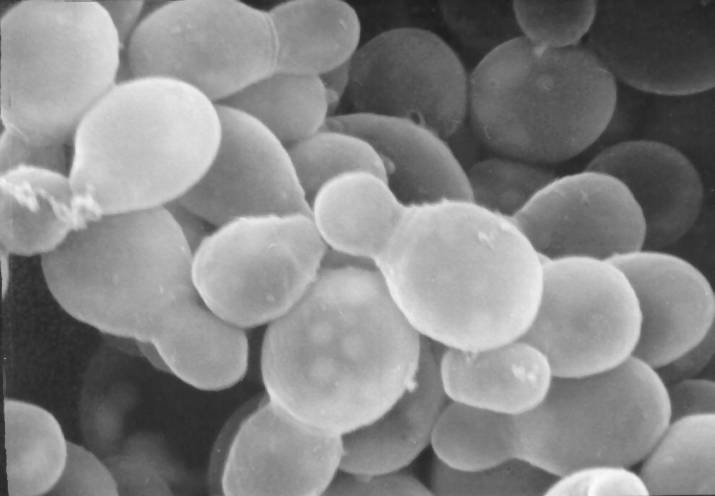
Imatge de Malassezia furfur obtinguda amb microscopi electrònic

L'àcid nonandioic és produït de manera natural pel fong Malassezia furfur, que forma part de la flora normal en la pell dels humans, i es troba en cereals de gra sencer, sègol, ordi i productes animals. També al xuclamel japonès Lonicera japonica Thunb. (6 %), Evodia ruticarpa Gaertn. (5,4 %), Bupleurum falcatum L. (3,7), Rosa roxburghii Tratt. (3,4 %), Evodia lenticellata Gaertn. (1,5 %), i en altres en menors proporcions.
Fou descobert el 1837 pel químic francès Auguste Laurent (1807-1853), el qual l'anomenà àcid azelàic, a partir de l'oxidació amb àcid nítric de l'àcid oleic. Azelaic deriva de az(ot), 'nitrogen' i elaio-, forma prefixada del mot grec élaion, que significa ‘oli’. Fou preparat pur pel químic finès Adolf Edvard Arppe (1818–1894) posteriorment.

## Obtenció
La ruta tradicional per a la producció d'àcid nonandioic és per ozonització d'àcid oleic, {\displaystyle {\ce {C18H34O2}}}. L'addició d'ozó, {\displaystyle {\ce {O3}}}, al doble enllaç, {\displaystyle {\ce {C=C}}}, de l'àcid oleic forma un molozònid, un producte cíclic de cinc membres que conté tres àtoms d'oxigen a les posicions 1, 2 i 3. Els molozònids són inestables i es reordenen ràpidament a l'ozònid corresponent, on els àtoms d'oxigen es col·loquen a l'anell de cinc membres a les posicions 1, 2 i 4. Després de la hidròlisi de l'ozònid, continuada d'oxidació, es forma un àcid carboxílic i un àcid dicarboxílic. D'aquesta manera, l'ozonòlisi de l'àcid oleic produeix la formació d'àcid nonanoic i àcid nonandioic. Tanmateix, l'ozonització és un procés difícil de controlar i la reacció freqüentment es queda sense control i pot produir una explosió perillosa. La conversió de l'ozònid també es pot aconseguir utilitzant un enzim, la catalasa, amb unes condicions de reacció menys greus.
Una via de reacció alternativa és la conversió del doble enllaç {\displaystyle {\ce {C=C}}} cap a l'epòxid corresponent. Això es fa millor utilitzant un peràcid, com l'àcid peracètic o l'àcid perfòrmic. L'àcid fòrmic i l'àcid acètic són, en presència de peròxid d'hidrogen, {\displaystyle {\ce {H2O2}}}, en equilibri amb el corresponent peràcid; els límits d'explosió de les mescles d'equilibri de l'àcid fòrmic i/o acètic són ben coneguts i es poden controlar adequadament. L'oxidació de l'epòxid posteriorment produeix una escissió de l'enllaç {\displaystyle {\ce {C-C}}} pel qual es forma un àcid carboxílic i un àcid dicarboxílic. La ruta peràcida és una ruta segura, contrària al procés d'ozonització. La purificació de l'àcid azelaic cru és, tanmateix, un procés tediós, i normalment es troba protegit per patents de les empreses productores.

## Aplicacions
L'àcid nonandioic té poders antiinflamatoris i antioxidants importants i també mostra propietats bactericides contra un rang significatiu de microorganismes Gramnegatius i Grampositius, incloent-hi ceps bacterians resistents als antibiòtics. A més, els seus efectes anticanceritzants són inhibidors de les eflorescències primàries de l'acne. És efectiu en general en la detecció de múltiples causes de l'acne i s'ha demostrat que és ben tolerat en nombrosos assaigs clínics.